# Руськокандизька сільська рада
Ру́ськоканди́зька сільська рада (рос. Русскокандызский сельский совет) — сільське поселення у складі Сєверного району Оренбурзької області Росії.
Адміністративний центр — село Руський Кандиз.

## Населення
Населення — 585 осіб (2019; 772 в 2010, 1010 у 2002).

## Склад
До складу сільської ради входять:
| Населений пункт      | Населення, осіб (2002) | Населення, осіб (2010) |
| -------------------- | ---------------------- | ---------------------- |
| Васильєвка, селище   | 55                     | 24                     |
| Руський Кандиз, село | 791                    | 633                    |
| Шабріно, присілок    | 164                    | 115                    |